# 早稻田大学图书馆

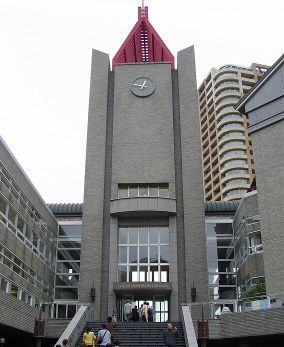
早稻田大学图书馆

早稻田大学图书馆（日语：／ Waseda Daigaku toshokan */?）是一座位于日本东京都的图书馆。

## 历史
1882年建立，拥有508万卷藏书和4万6千册期刊杂志。中央图书馆建于1991年，四个校区图书馆（包括高田早苗纪念研究图书馆、户山图书馆、理工学图书馆和所泽图书馆），还有各学科学部阅览室总共29个图书馆。
该馆拥有在关东大地震和太平洋战争中幸存下来的宝贵资料，甚至國立國會圖書館都缺少，对于研究第二次世界大战前日本历史和文学有重大学术价值。